# Schloss Saumur

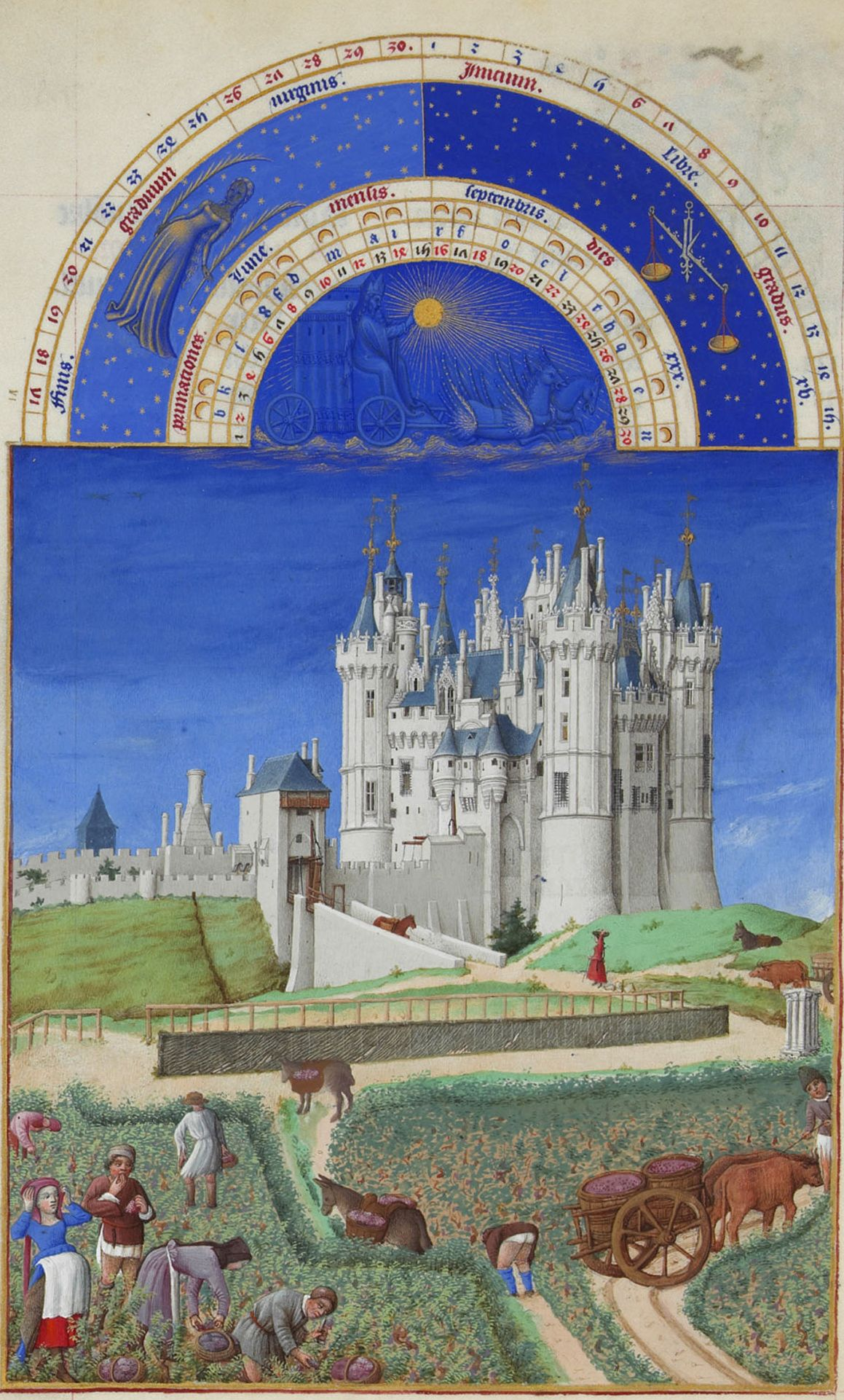
Schloss Saumur – Septemberseite des Buches „Très Riches Heures“ (um 1485)

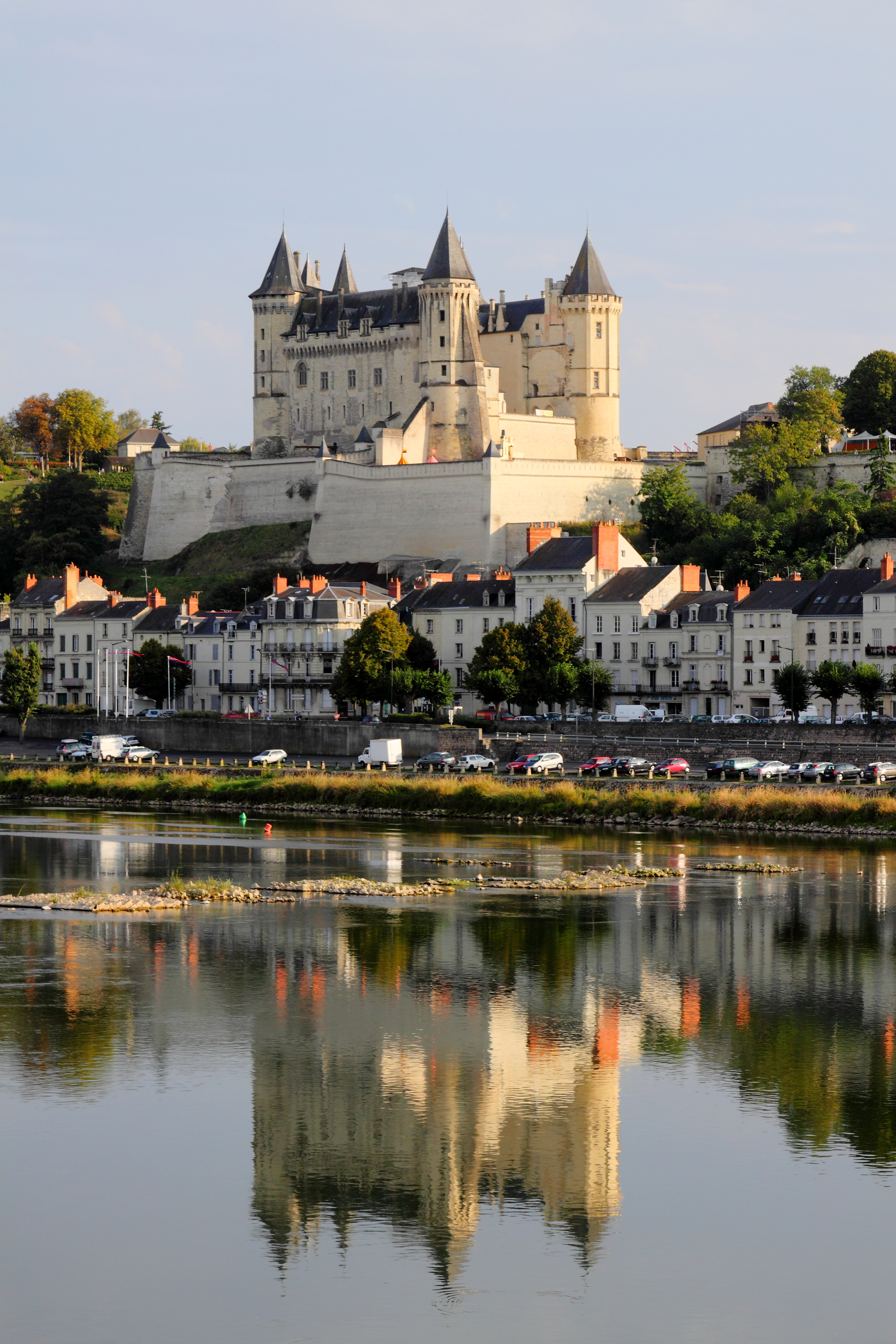
Blick auf das Schloss über die Loire

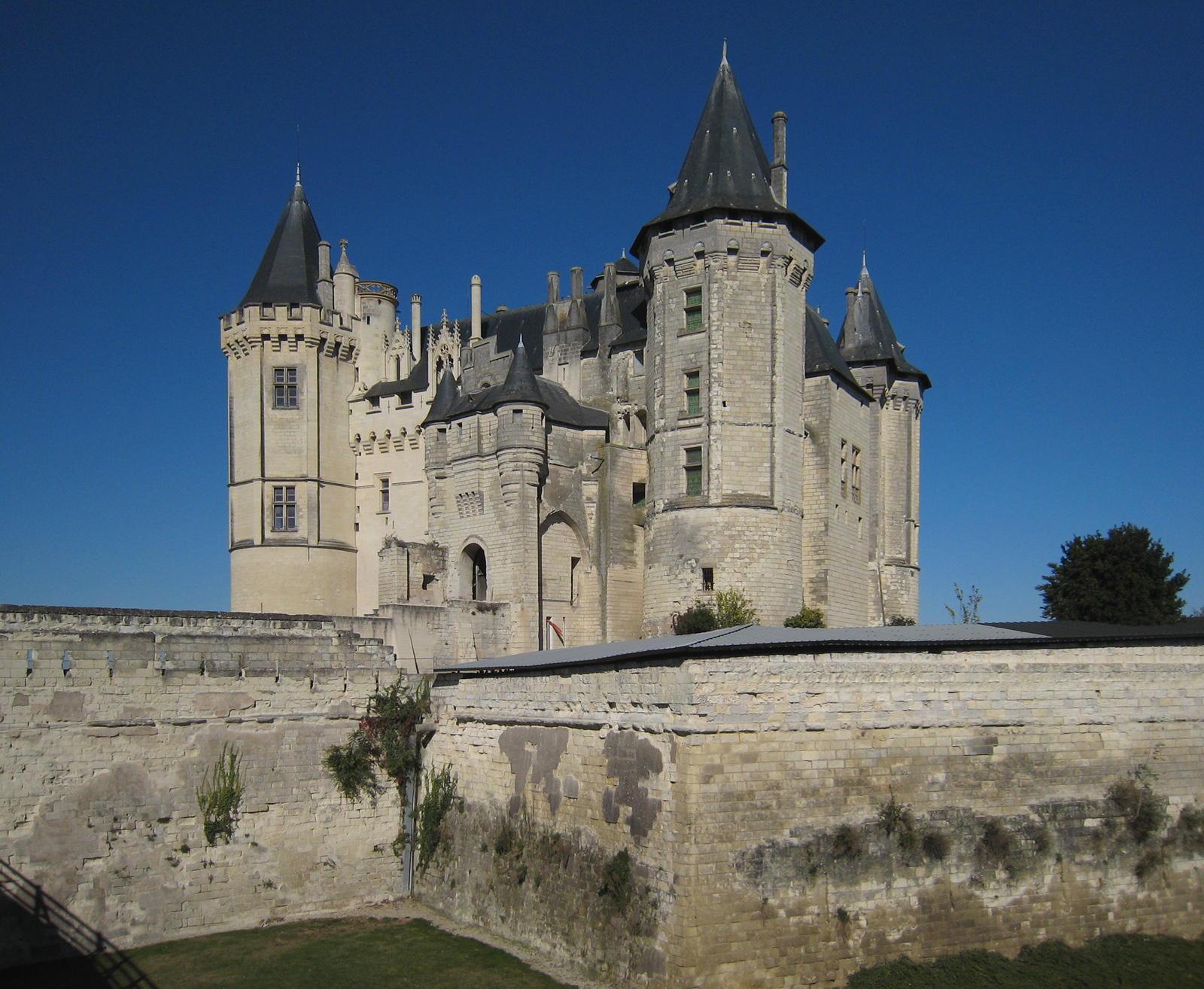
Schloss Saumur (2007)

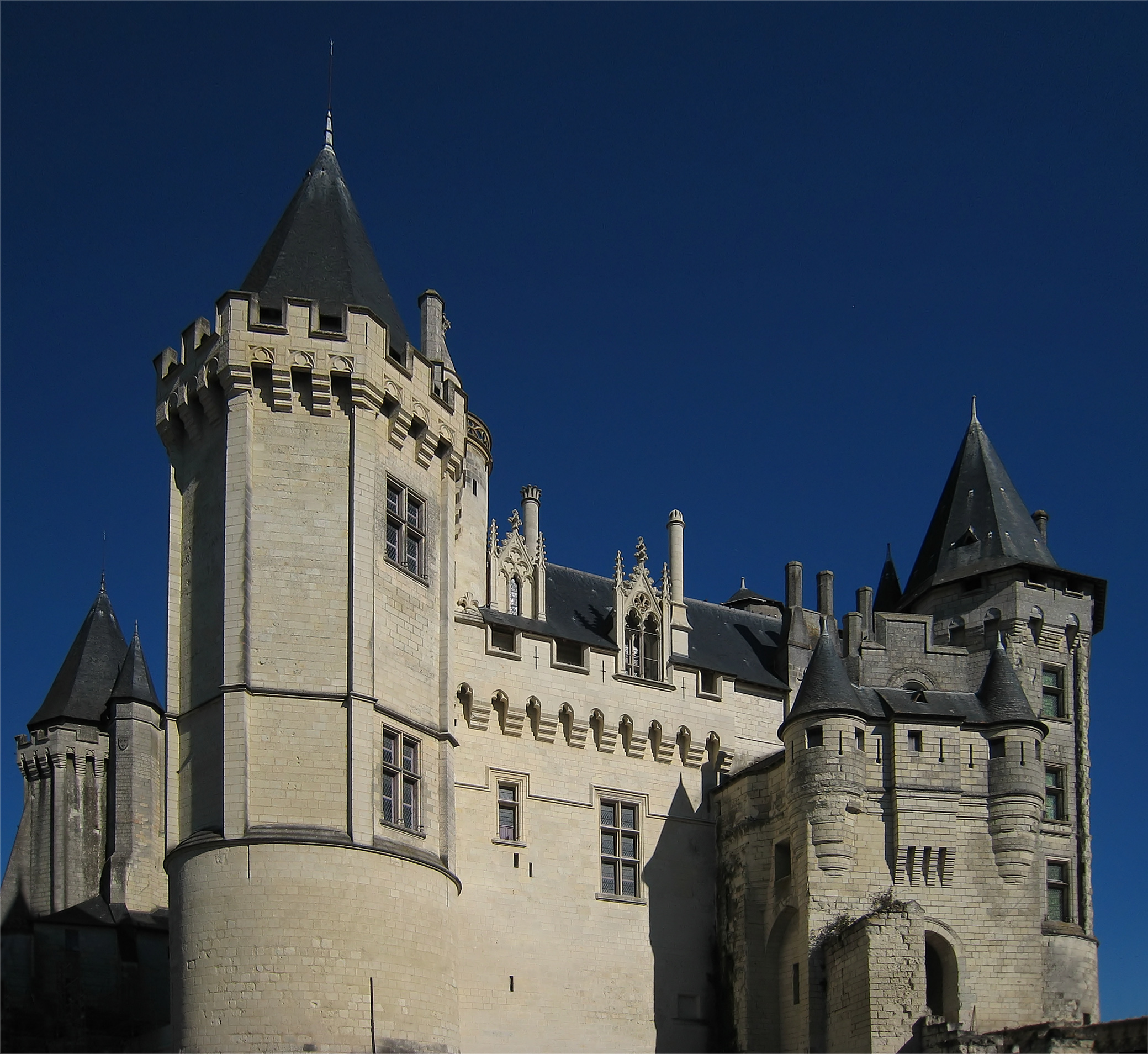
Schloss Saumur (2007)

Das Schloss Saumur steht in der gleichnamigen französischen Stadt Saumur zwischen Nantes und Tours im Département Maine-et-Loire auf einem Felsplateau nahe dem Zusammenfluss der Loire und des Thouet.

## Das Schloss Herzog Ludwigs I.
Mit Philipp VI. als König von Frankreich gelangte 1328 die Linie Valois auf den Thron, und zugleich wurde das Anjou wieder mit der Krone vereinigt. König Johann II. erhob es zu einem Herzogtum und übertrug es 1356 seinem zweiten Sohn, Ludwig. Herzog Ludwig I. war bestrebt, sich eine Residenz zu schaffen, die mit den luxuriösen Bauten seiner Brüder, König Karl V. und Jean, Herzog von Berry, beide Kunst-, Architektur- und Rittertumsliebhaber, vergleichbar war. Er wählte dazu Saumur und ließ um 1370 auf den starken Unterbauten einer 140 Jahre früher gebauten Festung vier mit Ecktürmen bewehrte Flügel um einen Innenhof errichten.
Ein Vergleich des heutigen Schlosses mit der Miniatur des Schlosses auf der Septemberseite aus dem Stundenbuch des Herzogs Johann von Berry, die Très Riches Heures, lässt den damaligen Prunk erkennen. Heute fehlen zahlreiche bauliche Elemente wie die Bedachung und die Ornamente der Türme. Verschwenderisch wurde die Dachzone über den Wehrgängen gestaltet: Lukarnen, Schornsteine, krabbenverzierte Giebel, eine Fülle von Lilien aus dem Wappen des Herzogs sowie vergoldete Wetterhähne. Nicht erhalten ist der in der Miniatur dargestellte Torbau, genauso wie links davon der Küchenbau mit seiner zentralen Pyramide.
Am Nordturm, der Galerie des Ostflügels, öffnet die Ehrentreppe über dem Hof ihre vier Etagen mit ihren Zierbalkonen, auf denen man sich die Fürsten vorstellen kann, die von dort aus Theateraufführungen oder den Einzug bedeutender Persönlichkeiten verfolgen. Die Nischen der Loggien enthalten Statuen des Herzogs von Anjou und seiner Brüder, König Karls V., der Herzöge von Berry und Burgund, der Königin sowie der Herzoginnen. Eine weitere sehr schöne Treppe mit doppelter Drehung steigt in das Türmchen, das den Westturm flankiert, eine Rampe führt in den Wachturm, die andere zu den Stockwerken. 1454 und 1472 wurden der Ostturm instand gesetzt und außerdem der Treppenturm an der Ostseite des Hofs und der viereckige Turm an der Südostfassade erbaut.

## Gouverneurssitz unter der französischen Krone
Nach dem Tod Herzog Renés II., des letzten Herzogs von Anjou, fiel das Herzogtum unter Ludwig XI. im Jahr 1480 für immer an die französische Krone. Schloss Saumur wurde Sitz des Statthalters und der Garnison. Um 1600, nach Ende der Religionskriege, wurde Saumur Hochburg und Sicherheitsstadt der Protestanten. Der Stadtgouverneur Duplessis-Mornay, der das Schloss bewohnte, ließ es zusätzlich mit sternförmigen Bastionen befestigen. Aus dieser Zeit stammt das komplette umgebende Verteidigungssystem mit Bollwerken, Lünetten, Kasematten und Schilderhäuschen.

## Niedergang, Restaurierung, heutiger Zustand
Nach der Absetzung von Duplessis-Mornay 1621 begann das Schloss zu verfallen. In den folgenden Jahrzehnten diente es der Unterbringung von Kriegsgefangenen, als Kerker und als Lager. Der Nordwestflügel stürzte ein und wurde auch nicht wieder aufgebaut, nur die beiden Ecktürme sind noch übrig. Unter Napoleon wurde der Bau als Staatsgefängnis, später als Kaserne und schließlich als Zeughaus genutzt. Heute beherbergt das 1906 von der Stadt Saumur erworbene Schloss das Musée des Arts decoratifs, ein Museum für Möbel, Dekorationen und Wandteppiche, sowie das Musée de cheval, das die Entwicklung der Reitkunst und Reittechnik im Laufe der Jahrhunderte zeigt. Saumur ist in der Tat eine Stadt mit einer großen Reittradition, die seit dem 16. Jahrhundert berühmt für ihre Reiter und Reitschulen ist.